# Chuvisco (doce)
Chuvisco é um doce brasileiro, com origem portuguesa  típico da cidade de Campos dos Goytacazes, no Rio de Janeiro . É feito à base de ovos, e pode ser servido em calda ou cristalizado. Indispensável em festas em geral na cidade, o chuvisco tornou-se parte da tradição e identidade dos campistas.
Em 2014, ganhou o Prêmio Maravilhas Gastronômicas do Estado do Rio de Janeiro, na categoria Doces e Compotas. O prêmio foi concebido pelo jornalista Chico Júnior, autor de vários livros relacionados à área de gastronomia.